# Конде-сюр-Сёль
Конде-сюр-Сёль (фр. Condé-sur-Seulles) — коммуна во Франции, находится в регионе Нижняя Нормандия. Департамент коммуны — Кальвадос. Входит в состав кантона Бальруа. Округ коммуны — Байё.
Код INSEE коммуны — 14175.

## Население
Население коммуны на 2010 год составляло 238 человек.
| 1962 | 1968 | 1975 | 1982 | 1990 | 1999 | 2010 |
| ---- | ---- | ---- | ---- | ---- | ---- | ---- |
| 137  | 137  | 141  | 146  | 162  | 206  | 238  |

## Экономика
В 2010 году среди 150 человек трудоспособного возраста (15—64 лет) 121 были экономически активными, 29 — неактивными (показатель активности — 80,7 %, в 1999 году было 74,8 %). Из 121 активных жителей работали 111 человек (63 мужчины и 48 женщин), безработных было 10 (2 мужчин и 8 женщин). Среди 29 неактивных 13 человек были учениками или студентами, 11 — пенсионерами, 5 были неактивными по другим причинам.